# 列普林多坎湖
56°33′09″N 117°29′49″E / 56.552462°N 117.496812°E
列普林多坎湖（俄语：Леприндокан），是俄羅斯的湖泊，位於該國南部，由外貝加爾邊疆區負責管轄，面積11.7平方公里，海拔高度1,056米，集水區面積96.3平方公里，最大水深25米。